# MTV Europe Music Awards 2010

Logo der MTV Europe Music Awards 2010

Die MTV Europe Music Awards 2010 wurden am 7. November 2010 in Madrid in der Caja Mágica verliehen. Moderiert wurde die Show von der Desperate-Housewives-Schauspielerin Eva Longoria. Bei der Veranstaltung traten unter anderem Katy Perry und Linkin Park auf. Die offiziellen Nominierungen wurden am 21. September 2010 bekanntgegeben. Am häufigsten nominiert waren Lady Gaga und Katy Perry (jeweils fünfmal) und Eminem (viermal). Rihanna war dreimal für eigene Werke und zweimal für die Zusammenarbeit mit Eminem bei Love the Way You Lie nominiert.
Lady Gaga war am Ende mit drei gewonnenen Kategorien die erfolgreichste Künstlerin des Abends. Justin Bieber wurde zweimal ausgezeichnet.

## Sieger und Nominierte
Die Gewinner der jeweiligen Kategorien sind in Fettschrift hervorgehoben.

### Bester Song
- Bad Romance / Lady Gaga
- California Gurls / Katy Perry featuring Snoop Dogg
- Love the Way You Lie / Eminem featuring Rihanna
- OMG / Usher featuring Will.i.am
- Rude Boy / Rihanna

### Bester weiblicher Act
- Lady Gaga
- Katy Perry
- Miley Cyrus
- Rihanna
- Shakira

### Bester männlicher Act
- Eminem
- Enrique Iglesias
- Justin Bieber
- Kanye West
- Usher

### Bester Newcomer
- B.o.B
- Jason Derulo
- Justin Bieber
- Kesha
- Plan B

### Bester Live-Act
- Bon Jovi
- Kings of Leon
- Lady Gaga
- Linkin Park
- Muse

### Bester Rock-Act
- 30 Seconds to Mars
- Kings of Leon
- Linkin Park
- Muse
- Ozzy Osbourne

### Bester Alternative-Act
- Arcade Fire
- Gorillaz
- Gossip
- Paramore
- Vampire Weekend

### Bester Pop-Act
- Katy Perry
- Lady Gaga
- Miley Cyrus
- Rihanna
- Usher

### Bester Hip-Hop-Act
- Eminem
- Kanye West
- Lil Wayne
- Snoop Dogg
- T.I.

### Bester Push-Act
- Alexandra Burke
- B.o.B
- The Drums
- Hurts
- Jason Derulo
- Justin Bieber
- Kesha
- Mike Posner
- Professor Green
- Selena Gomez & the Scene

### Beste World-Stage-Live-Performance
- 30 Seconds to Mars
- Gorillaz
- Green Day
- Katy Perry
- Muse
- Tokio Hotel

### Bestes Video
- California Gurls / Katy Perry
- Love the Way You Lie / Eminem featuring Rihanna
- Kings and Queens / 30 Seconds to Mars
- Prayin’ / Plan B
- Telephone / Lady Gaga featuring Beyoncé

### Global Icon Award
- Bon Jovi

### Free Your Mind Award
- Shakira

## Regionale Auszeichnungen
Die fünf Interpreten mit den europaweit meisten Stimmen platzierten sich in der Kategorie Best European Act.

### Bester europäischer Act
Die Gewinner der regionalen Auszeichnungen wurden am 12. Oktober 2009 bekannt gegeben. Die fünf Interpreten mit den europaweit meisten Stimmen traten im Wettbewerb um den Besten europäischen Act gegeneinander an.
- Afromental
- Dima Bilan
- Enrique Iglesias
- Inna
- Marco Mengoni

### Deutschland
- Gentleman
- Jan Delay
- Sido
- Unheilig
- Xavier Naidoo

### Schweiz
- Baschi
- Greis
- Lunik
- Marc Sway
- Stefanie Heinzmann

### Adria-Region
- Edo Maajka
- Gibonni
- Gramophonedzie
- Leeloojamais
- Negative

### Arabische Region
- Joseph Attieh
- Mohammed Hamaki
- Khaled Selim

### Dänemark
- Alphabeat
- Burhan G
- Medina
- Rasmus Seebach
- Turboweekend

### Finnland
- Amorphis
- Chisu
- Fintelligens
- Stam1na
- Jenni Vartiainen

### Frankreich
- Ben l’Oncle Soul
- David Guetta
- Phoenix
- Pony Pony Run Run
- Sexion d’Assaut[3]

### Griechenland
- Myron Stratis
- Melisses
- Stavento featuring Ivi Adamou
- Sakis Rouvas
- Vegas

### Großbritannien / Irland
- Delphic
- Ellie Goulding
- Marina and the Diamonds
- Rox
- Tinie Tempah

### Israel
- Hadag Nahash
- Infected Mushroom
- Ivri Lider
- Karolina
- Sarit Hadad

### Italien
- Malika Ayane
- dARI
- Marco Mengoni
- Sonohra
- Nina Zilli

### Niederlande / Belgien
- Caro Emerald
- The Opposites
- Stromae
- The Van Jets
- Waylon

### Norwegen
- Casiokids
- Karpe Diem
- Lars Vaular
- Susanne Sundför
- Tommy T

### Polen
- Afromental
- Agnieszka Chylińska
- Hey
- Mrozu
- Tede

### Portugal
- Deolinda
- Diabo Na Cruz
- Legendary Tiger Man featuring Maria De Medeiros
- Nu Soul Family
- Orelha Negra

### Rumänien
- Connect-R
- Dan Balan
- DeepCentral
- Inna
- Edward Maya

### Russland
- A’Studio
- Dima Bilan
- Noize MC
- Serebro
- Timati

### Schweden
- Kent
- Lazee
- Robyn
- Miike Snow
- Swedish House Mafia

### Spanien
- Enrique Iglesias
- Lori Meyers
- Najwa Nimri
- Mala Rodríguez
- SFDK

### Tschechien / Slowakei
- Charlie Straight
- Rytmus
- Aneta Langerová
- / Ewa Farna
- Marek Ztracený

### Ukraine
- Alyosha
- Antibodies
- Max Barskih
- Dio.filmy
- Kryhitka

### Ungarn
- Nemjuci
- Kisccsillag
- Neo
- Hösök
- The Kolin